# امی توماسون
امی توماسون (به انگلیسی: Amie Thomasson)، (زاده ۴ ژوئیه ۱۹۶۸) یک فیلسوف آمریکایی است که در حال حاضر استاد فلسفه در کالج دارتموث است. توماسون در متافیزیک، فلسفه ذهن، پدیدارشناسی و فلسفه هنر تخصص دارد. او نویسنده کتاب‌های «داستان و متافیزیک» (۱۹۹۹)، «اشیاء معمولی» (۲۰۰۷)، «هستی‌شناسی آسان‌شده» (۲۰۱۵) و «هنجارها و ضرورت» (۲۰۲۰) است.

## زندگی‌نامه
توماسون قبل از اخذ مدرک کارشناسی از دانشگاه دوک در سال ۱۹۸۹، دانشجوی مدعو در کالج بریزنوز، آکسفورد (۱۹۸۷–۱۹۸۸) بود. او در سال ۱۹۹۲، کارشناسی ارشد فلسفه را از دانشگاه کالیفرنیا، ایرواین (UCI)، و در سال ۱۹۹۵، دکترای خود را از UCI دریافت نمود. زمانی که در دانشگاه کالیفرنیا بود، زیر نظر دیوید وودراف اسمیت تحصیل کرد. سپس به‌عنوان دستیار تدریس در دانشگاه کالیفرنیا (۱۹۹۲–۱۹۹۵)، مدرس مدعو در دانشگاه سالزبورگ اتریش (۱۹۹۳)، استادیار فلسفه در دانشگاه فناوری تگزاس (۱۹۹۵–۲۰۰۰)، و استادیار پژوهشی در دانشگاه هنگ کنگ (۱۹۹۸–۲۰۰۰) کار کرد. در سال ۲۰۰۰ به‌عنوان دستیار، سپس دانشیار و در نهایت استاد تمام به دانشگاه میامی پیوست. او در ژوئیه ۲۰۱۷ به هیئت علمی کالج دارتموث پیوست.

## آثار برگزیده
- «هنجارها و ضرورت»، انتشارات دانشگاه آکسفورد، ۲۰۲۰.
- «هستی‌شناسی آسان‌شده»، انتشارات دانشگاه آکسفورد، ۲۰۱۵.
- «اشیاء معمولی»، انتشارات دانشگاه آکسفورد، ۲۰۰۷.
- با دیوید دبلیو. اسمیت (ویرایشات)، «پدیدارشناسی و فلسفه ذهن»، انتشارات دانشگاه آکسفورد، ۲۰۰۵.
- «داستان و متافیزیک»، انتشارات دانشگاه کمبریج، ۱۹۹۹.